# 马里奥·阿尔马诺
马里奥·阿尔马诺（義大利語：Mario Armano，1946年7月25日—），意大利男子雪车运动员。他曾代表意大利参加1968年和1972年冬季奥林匹克运动会雪车比赛，其中1968年奥运会获得男子四人金牌。